# Oplodnění ve zkumavce

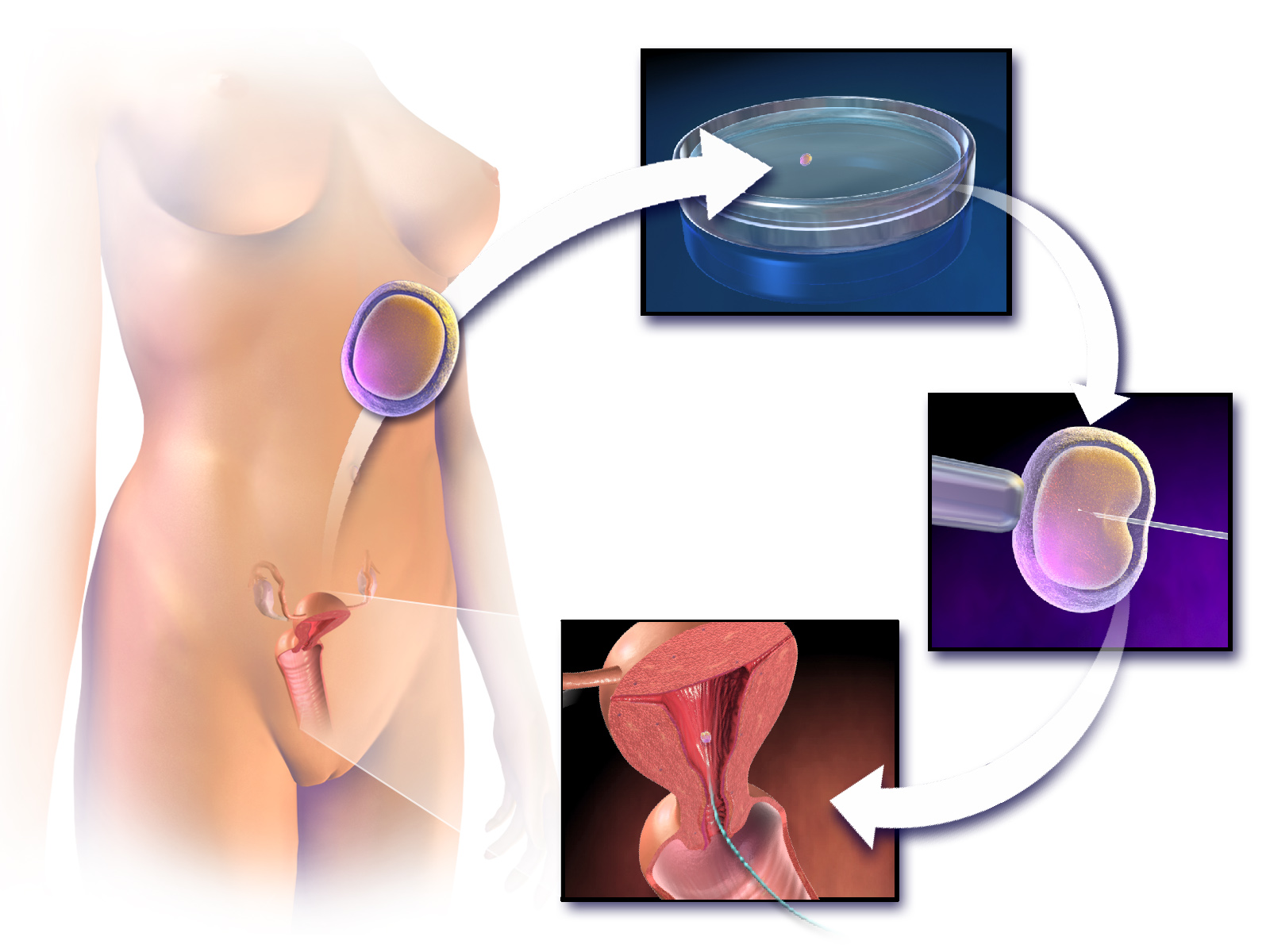
Ilustrace jedné z technik oplodnění in vitro

Oplodnění ve zkumavce (odborně in vitro fertilizace, IVF) je proces, při kterém se vajíčko oplodňuje spermií mimo tělo: in vitro. Je to jedna z metod asistované reprodukce, která se používá při léčení neplodnosti. Postup zahrnuje hormonální stimulaci vaječníků za účelem vývinu a dozrání více vajíček, odběr vajíček z vaječníků a oplození vajíček spermiemi. Oplodněné vajíčko (zygota) je pak přeneseno do dělohy. Název „ve zkumavce“ je zavádějící, protože oplodnění in vitro většinou probíhá v Petriho misce.
Děti počaté oplodněním in vitro se běžně nazývají dětmi ze zkumavky. Prvním dítětem ze zkumavky se v roce 1978 stala Louise Brown. Robert G. Edwards, který tuto metodu vynalezl, za objev získal v roce 2010 Nobelovu cenu za fyziologii a medicínu. Ve stejné době a nezávisle na Edwardsovi provedl indický lékař Subhash Mukhopadhyay z Kalkaty také umělé oplodnění, které vyústilo v druhé dítě ze zkumavky narozené v říjnu 1978.

## Indikace
IVF se využívá, když je žena neplodná např. kvůli problémům s vejcovody, poruchám ovulace, děložním myomům nebo při předčasném ovariálním selhání (předčasné selhání vaječníků). Může se využívat i v případě, že je muž neplodný kvůli špatné kvalitě ejakulátu; potom se provádí intracytoplazmatická injekce spermie (ICSI), při které se jedna spermie zavede přímo do vajíčka. Vzhledem k tomu, že při ICSI se aktivně zasahuje do metod přírodního výběru (výběrem nejlepší spermie), existuje možnost zvýšení genetického rizika, která ale nebyla jednoznačně dokázaná.
K úspěšnému provedení IVF je potřeba zdravé vajíčko, spermie schopná oplodnění a děloha schopná úspěšného těhotenství. Kvůli ceně zákroku se k IVF většinou uchyluje až když ostatní metody selžou.
IVF se také využívá při náhradním mateřství, kdy si pár nechá odnosit a porodit dítě náhradní matkou, nebo při dárcovství vajíčka; to znamená, že IVF může fungovat i u žen, které si již prošly menopauzou.
Při IVF lze využít preimplantační genetickou diagnostiku (PGD) za účelem identifikace genetických chorob.

## Proces
Za účelem zvýšení úspěšnosti IVF se při procesu využívají dodatečné technologie, jako např. stimulace vaječníků za účelem vývinu a dozrání více vajíček, odběr vajíček z vaječníků, oplodnění vajíček spermiemi a kultivace embryí před přenosem do dělohy.

### Stimulace vaječníků a odběr vajíček
Při ovulaci se běžně uvolňuje pouze jedno vajíčko, proto se při IVF využívá hormonální stimulace vaječníků (odborně ovariální hyperstimulace) za účelem vývinu více vajíček ve folikulech. Cílem je přitom zároveň co nejmenší zásah do hormonálního systému ženy. Existují tři hlavní protokoly pro hormonální stimulaci: krátký protokol, dlouhý protokol a protokol s antagonisty. V této fázi mohou nastat problémy, a to když se u pacientky vyvine ovariální hyperstimulační syndrom (OHSS).
Odběr vajíček (anglicky ovum pick up, OPU) se provádí poté, co průměr nejvyššího folikulu dosáhne alespoň 16 mm. Ženě se aplikuje lidský choriový gonadotropin (hCG) a asi 35 hodin poté se provádí ambulantní zákrok v lehké anestezii, který trvá zhruba 20 minut.

### Oplodnění a kultivace embryí
Po krátkém období preinkubace (2–6 hodin) se vajíčka oplodňují spermiemi, a to v poměru zhruba 75 000 spermií na vajíčko. Spermiím, které předtím prošly výběrem metodou proplachování, by se mělo podařit je oplodnit. Po zhruba 18 hodinách se kontroluje, zda k oplodnění došlo, a pokud ne, zavádějí se spermie do vajíček přímo metodou intracytoplazmatické injekce spermie (ICSI).
Embrya jsou kultivována dva až tři dny, než se dostanou do stadia 2–4 buněk. Pokud je embryí dostatek (více než 5), provádí se prodloužená kultivace, která trvá pět až šest dní. Tou se dosahuje lepšího výběru kvalitnějších embryí a zvyšuje se tak úspěšnost oplodnění.

### Kryokonzervace
Běžně používanou metodou je hluboké zmrazení embryí v počátečních stádiích vývoje a jejich dlouhodobé uchovávání v tekutém dusíku při teplotě - 184 °C. Tato metoda se používá od roku 1993 i v Česku. Embrya si zachovávají životaschopnost po velmi dlouhou dobu, jak svědčí případ zdravého dítěte, narozeného z embrya zmraženého po 27 let.

### Přenos embrya
Při přenosu embrya neboli embryotransferu se do dělohy pacientky přenáší dvě nebo tři embrya, jejichž počet závisí na věku pacientky a počtu předchozích pokusů. Pro zvýšení pravděpodobnosti implantace se před přenosem embrya někdy provádí asistovaný hatching, při němž se narušuje ochranný obal embrya, aby se pak mohlo lépe uvolnit.

## Úspěšnost léčby
Ačkoliv je kvůli komplexnosti léčby neplodnosti oplodněním ve zkumavce složité stanovit statisticky přesnou úspěšnost, lze jednoznačně říci, že s počtem opakovaných cyklů pravděpodobnost otěhotnění stoupá. Z šetření Ústavu zdravotnických informací a statistiky z roku 2016 vyplývá, že z téměř poloviny narozených dětí přišlo na svět 11 % po prvním cyklu a 48 % po cyklu opakovaném (s předchozím zmražením embryií). Ze statistik vyplývá, že opakování IVF cyklu má smysl, a to především pro ženy, které chtějí otěhotnět po čtyřicítce.